# Clas Fleming
Clas Larsson Fleming (Askainen, marzo 1592 – Kiel, 27 luglio 1644) è stato un ammiraglio svedese.
Fu tra coloro che modernizzarono la struttura della marina reale svedese sotto i governi di Gustavo II Adolfo di Svezia e la regina Cristina.

## Biografia
Figlio di Lars Hermansson Fleming, governatore di Åbo nell'attuale Finlandia (figlio a sua volta dell'ammiraglio Herman Persson Fleming), e di sua moglie Anna Henriksdotter Horn di Kanckas, Clas nacque nel marzo del 1592 ad Askainen ed iniziò la sua carriera militare nell'esercito come cornetta nella compagnia della guardia del feldmaresciallo. Nel 1620 iniziò il suo servizio navale già col grado di contrammiraglio e prestò servizio in diversi squadroni negli anni successivi. Mentre durante gran parte dell'anno era assente dalla patria con le proprie navi, ogni inverno faceva ritorno a Stoccolma. Gli ammiragli al'epoca erano anche ufficiali amministrativi e pertanto Fleming divenne una figura chiave per il rinnovamento stesso della marina reale svedese a quell'epoca, divenendo holmamiral, l'ufficiale responsabile della gestione del porto e dell'arsenale di Stoccolma. Durante questo periodo il porto non era infatti sotto il diretto controllo della Corona ma era lasciato a imprenditori privati come Henrik Hybertsson e Arendt de Groote. Durante questo stesso periodo venne varata la Vasa, una grande nave da guerra che venne inaugurata ufficialmente il 10 agosto 1628. Fleming venne inoltre coinvolto nei negoziati tra la Corona e questi imprenditori privati e presenziò a nome del governo al varo di questa stessa imbarcazione.
Dagli anni '30, divenne membro del Consiglio Reale e dal 1634 sino alla propria morte fu il primo governatore generale di Stoccolma. Con questo nuovo incarico venne coinvolto nella ripianificazione urbanistica della città e nello spostamento del porto dal sito originario all'attuale a Blasieholmen sull'isola di Skeppsholmen, che rimase la principale base navale di Stoccolma sino alla fine del XX secolo. Organizzò spedizioni per fondare colonie in Nord America, nel territorio chiamato Nuova Svezia, nel moderno Delaware, nel 1637.
Fu anche un industriale e negli anni '30 del Seicento stabilì delle fonderie a Vira che produssero armi per l'esercito svedese durante la Guerra dei Trent'anni. Queste fonderie esistono tutt'oggi e sono state convertite in museo sulla tecnologia mineraria e metallurgica del XVII secolo.
Tornò in comando sul mare nel 1644 durante la Guerra di Torstenson contro il regno di Norvegia e Danimarca. Comandò infatti le navi inviate ad attaccare la flotta danese e le truppe di terra inviate sulla costa e, il 1 luglio, diresse le forze svedesi nella Battaglia di Kolberger Heide, nella quale la flotta danese evitò lo sbarco svedese sulle proprie coste. Venne ucciso alcune settimane dopo, il 27 luglio 1644, mentre si trovava a bordo della sua nave ammiraglia, la Scepter, presso Kiel. Venne sostituito dal celebre ammiraglio francese Abraham Duquesne, passato da poco alla marina svedese.
Egli è ancora oggi ricordato come uno dei più abili amministratori nella storia della marina svedese e fu il tipico esempio di aristocratico al servizio della Corona svedese durante il periodo dell'espansione imperialistica svedese.
Sposò Anna Göransdotter Snakenborg e fu padre di Lars Claesson Fleming.